# Tonneins
Tonneins település Franciaországban, Lot-et-Garonne megyében. Lakosainak száma 9461 fő (2022. január 1.). Tonneins Fauillet, Nicole, Clairac, Grateloup-Saint-Gayrand, Lagruère, Monheurt, Varès és Villeton községekkel határos.

## Népesség
A település népessége az elmúlt években az alábbi módon változott:
| Lakosok száma | 8397 | 9898 | 9334 | 9141 | 8914 | 9014 | 9069 | 9130 | 9213 | 9461 |
|               | 1968 | 1982 | 1990 | 2006 | 2013 | 2015 | 2017 | 2019 | 2020 | 2022 |